# Ter (wieś)
Ter – wieś w Słowenii, w gminie Ljubno. W 2018 roku liczyła 223 mieszkańców.